# くりひろし
くり ひろしは、日本の漫画家。

## 人物・来歴
北海道虻田郡倶知安町出身、日高地方育ち。北海道札幌開成高等学校、芝浦工業大学卒業。技術系の分野を中心に活躍する漫画家。スタジオぬえの佐藤道明に師事し、日本SF大会スタッフとして活動。イラストレーターの加藤龍勇、後藤啓介と同じ大学・サークルの後輩でもある。
1985年マイコンBASICマガジン８月号の企画ページで「パソコン・レクチャー」でデビュー。
同年より『マイコンBASICマガジン』（電波新聞社）にて、17年間休載なく「パソコンレクチャー」シリーズ全212回を執筆した。レクチャー形式漫画家の元祖。「○○レクチャー」という言葉もこのシリーズが初とされている。
デビューのきっかけは、先にベーマガのライターとして活動していた断空我が、挿絵の描ける漫画家として彼を編集部に紹介したことからであるため、一般漫画誌への投稿歴や連載歴は無い。
1987年頃までは市販ゲームのレビューや攻略記事を書くこともあり、初期のPCゲーマーとしても活躍している。
スタジオベントスタッフの山下章とベーマガのライター同期にあたり、山下の著作の挿絵を何度か担当している。2015年秋に秋葉原で開催されたベーマガイベント「ALL ABOUT マイコンBASICマガジン」にも出演している。
季刊誌である、電波新聞社刊の電子工作マガジン2015年SUMMER号より、「時空を超えて！帰ってきたパソコン・レクチャー」と題して新作を連載中。ベーマガ休刊から十数年を経ても登場人物の見かけや設定が変わっていない。

## 作品
- 工業人間シバウラー（同人特撮作品、原作漫画担当）
- SOPHIA - 電波新聞社マイコンソフト、キャラクターデザインおよびパッケージデザイン
- パソコンレクチャーシリーズ - 電波新聞社マイコンBASICマガジン連載、全２１２回
- レスキュー!AVG&RPG - イラストのみ、電波新聞社
- 日本SF大会EZOCONIIプログレスレポート - イラストのみ
- まんてん課長とチャッカリ編集部 - 電波新聞社OAビジネスパソコン連載、全１２回
- まんがDE入門MS-DOS 絵夢ちゃんパソコン奮闘記（秀和システムトレーディング）
- アクセス探偵IHARA（技術評論社）
- アクセスガール・アスカ危機一髪（技術評論社）
- ネット版・アクセス探偵IHARA（技術評論社）※Webのみ
- 時空を超えて！帰ってきたパソコン・レクチャー（電子工作マガジン2015SUMMER～連載中） - (電波新聞社)